# Bibliográfia

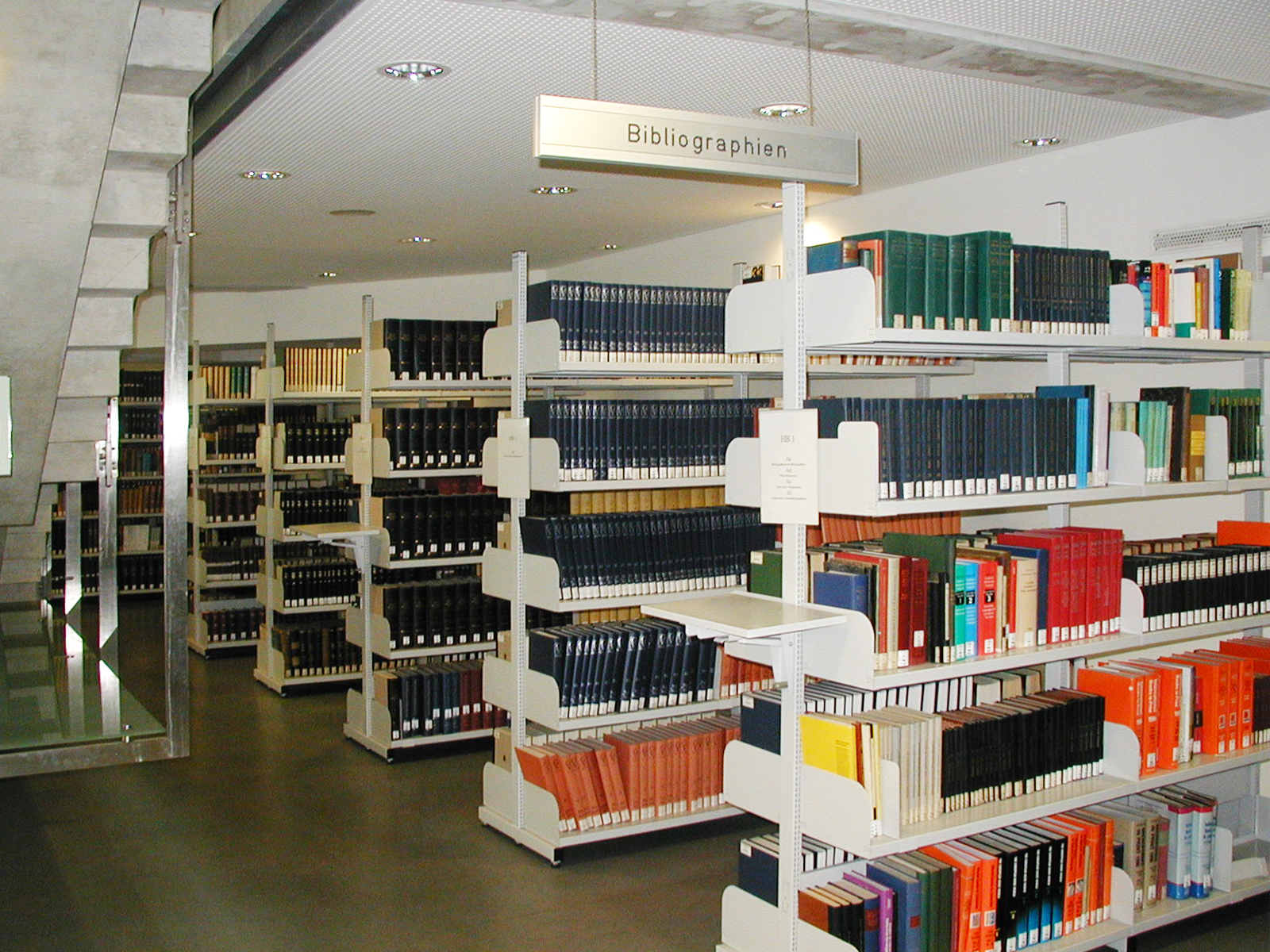
A Grazi Egyetem könyvtárában lévő bibliográfiák

A bibliográfia szó szerinti jelentése: könyvészet. Eredeti görög jelentése a könyv tényleges írása, leírása, másolása. Mai jelentései: 
- az írásművekről (kéziratról, könyvről, folyóiratról vagy más nyomtatványról) készült nyilvántartó és rendszerező jegyzék;
- tudományág, amelynek tárgya az írásművek jegyzékének összeállítása, válogatása, értékelése és terjesztése.

A könyvészeti munka általános és tudományos megszervezésével a Brüsszelben, 1895-ben megalakult Institut International de Bibliographie foglalkozik (nevét 1938-ban FID-re, Fédération International de Documentationra változtatta).

## A bibliográfiák eredete
A bibliográfia dokumentumok rendszerező jegyzéke. Bibliográfiák használatával azt tudhatjuk meg, hogy valamilyen témáról milyen könyvek, cikkek, tanulmányok jelentek meg, hogy egy adott szerzőnek milyen művei jelentek meg, hogy folyóiratokban milyen cikkek, tanulmányok jelentek meg.
Bibliográfiákkal rokonságban álló katalógusokból viszont azt tudjuk meg, hogy egy konkrét dokumentum megvan-e a könyvtárban, vagy valamilyen témáról találunk-e ott dokumentumokat.
A bibliográfiákba valamilyen közös tulajdonság alapján kerülnek be a dokumentumok. Ez a tulajdonság lehet a dokumentumok témája, típusa megjelenésének helye, ideje.
A bibliográfiák rendezett formában sorolják fel a dokumentumokat. A rendező elv lehet betűrend, szakrend, időrend, vagy bármi más, ami a használat szempontjából célszerű. Legtöbb esetben névmutató, tárgymutató, vagy címmutató egészíti ki, aminek segítségével az egyes tételek visszakereshetők.
A bibliográfiák jelentősége elsősorban a könyvnyomtatás feltalálása, a kiadványok számának megszaporodása utáni időre vonatkozóan nő meg. Ezeket összegzi a Régi magyarországi nyomtatványok  (szerkesztette Borsa Gedeon és Hervay Ferenc. I. 1473-1600 [Budapest, 1971], II. 1601-1635 [Budapest, 1983])
A magyar kutatók munkáját, különösen a régi kiadványok esetében a külföldi bibliográfiák is segítik. Ilyen például Christian Gottlieb Jöcher, Allgemeines Gelehrten-Lexicon (Lipcse I-IV. 1750-1751; kiegészítése 1897) és Jacques-Charles Brunet, Manuel du libraire et de l'amateur de livres (I-IX. 1810-1860; új kiadása Koppenhága 1966-1968) című bibliográfiája.
Magyarországon az 1711 előtt megjelent nyomtatványokat Szabó Károly Régi magyar könyvtár (Budapest, I-III. 1879-1898) című nemzeti bibliográfiája veszi számba. Ennek kiegészítése Sztripszky Hiador: Adalékok Szabó Károly Régi Magyar Könyvtár c. munkájának I-II. kötetéhez (Budapest, 1912). Az 1711 után megjelent magyarországi és magyar vonatkozású irodalmat döntő részben Petrik Géza, kisebbrészt Kiszlingstein Sándor és Kozocsa Sándor gyűjtötte össze: Petrik Géza: Magyarország bibliográfiája 1712-1860 (Budapest I-IV. 1888-1892), Magyar könyvészet 1860-1875 (Budapest 1885), Magyar könyvészet 1886-1900 (Budapest II. 1885), Petrik Géza – Barna Imre: Magyar könyvészet 1911-1920 (Budapest I-II. 1939-1942); Kiszlingstein Sándor: Magyar könyvészet 1876-1885 (Budapest 1890).
A régi magyarországi kiadványok bibliográfiájának új kiadásain ma már egész munkaközösség dolgozik. Ilyen bibliográfia például a Régi magyarországi nyomtatványok 1473-1600 (Budapest, 1971). 1946 januárjától az Országos Széchényi Könyvtár havonta, később kéthetente megjelenő füzetekben teszi közzé a napjainkban megjelenő könyvek jegyzékét Magyar Nemzeti Bibliográfia címmel. 1961-től ezt egészíti ki a Magyar Folyóiratok Repertóriuma.

## A bibliográfiák fő típusai
Vannak egyetemes, nemzeti és szakbibliográfiák. Az egyetemes bibliográfiák az egész világ vagy egy kontinens nyomtatott könyveit és más kiadványait tartják számon, a nemzeti bibliográfiák egy ország, a szakbibliográfiák valamelyik szakterület kiadványait tartalmazzák. Ezen bibliográfiák a nyomtatott műveket általában valamilyen időszakra vonatkozóan összegzik. Sok folyóirat készít évente vagy egy adott időszakra saját bibliográfiát is a megjelent cikkeiről, különféle mutatókkal kombinálva.
A történeti szakbibliográfiák közé tartozik Hellebrant Árpád Diplomatariumok és monumenták a M. Tud. Akadémia könyvtárában (Budapest 1908) és Bartoniek Emma Magyar történeti forráskiadványok (Budapest 1929) című műve. Általános történeti bibliográfia az 1825-ig terjedő időszakra Kosáry Domokos Bevezetés a magyar történelem forrásaiba és irodalmába (Budapest I-III. 1951-1958) és I. Tóth Zoltán Magyar történeti bibliográfia 1825-1867 (Budapest I-IV. 1950-1959; a IV. kötet Kemény G. Gábor és Katus László szerkesztésében) című munkája. 1954 óta évente a Századok tesz közzé részletes bibliográfiát a Magyarországon megjelent történelmi művekről. Gazdaságtörténeti szakbibliográfia Dóczy Jenő – Wellmann Imre – Bakács István: A magyar gazdasági irodalom első századainak könyvészete 1505-1805 (Budapest 1934), valamint ennek kiegészítései. Gunst Péter szerkesztésében 1964-től jelent meg a Bibliographia historiae rerum rusticarum internationalis című agrártörténeti bibliográfiai sorozat. Helytörténeti szakbibliográfia Bodor Antal: Magyarország helyismereti könyvészete 1527-1940 (Budapest 1944), valamint Csomor Tibor összeállítása, a Magyarország honismereti bibliográfiája (Budapest 1972).
Genealógiai és heraldikai szakbibliográfia Baán Kálmán Magyar genealógiai és heraldikai forrásmunkák 1561-1932 (Budapest 1932) című összegzése. Javított és bővített kiadása: Magyar családtörténeti és címertani irodalom 1561-1944 (Budapest 1984). A genealógiai irodalomban segít eligazodni Köblös Zoltán Magyar családtörténeti könyvészet 1472-1905 (Kolozsvár 1909) című műve. A heraldikai bibliográfiák a heraldikai szakirodalom, valamint a különféle címerkönyvek kéziratainak jegyzéke, általában országok szerint elrendezve, a kézirat lelőhelyének feltüntetésével. Az első ilyen bibliográfiát Bernd állította össze (Allgemeine Schriftenkunde der gesamten Wappenwissenschaft. Bonn-Lipcse 1830-1841). Egyéb heraldikai bibliográfiák: Classed Catalogue of Books on Heraldry (a Victoria and Albert Museum London kiadványa. London 1912), Wappenbücher des deutschen Mittelalters (a Schweitzer Archiv für Heraldik kiadványa. Lausanne 1925-1928), E. von Berchem, Heraldische Bibliographie (Lipcse 1937), Gemalte Wappenbücher des Mittelalters (összeállította E. von Berchem, D. L. Galbreath és O. Hupp, átdolgozta K. Mayer. In: Beiträge zur Geschichte der Heraldik. Berlin 1939).
Irodalomtudományi szakbibliográfia a Bibliográfiai Tájékoztató az MTA Irodalomtörténeti Dokumentációs Központjának rendszertelenül megjelenő kiadványa. Társlapja az Irodalomtudományi Értesítő. 1955 márciusától ezzel összeolvadva Irodalmi Figyelő címmel folytatódott. A Bibliotheca Historica 1977-től az Európa Könyvkiadó bibliográfiai osztályának szerkesztésében.

## A bibliográfiák használata
A bibliográfiák az elsődleges tájékozódást szolgálják az adott terület ismeretanyagára vonatkozóan. A vizsgálat keretein belül leggyakrabban a teljességre törekszenek, nem tesznek különbséget aszerint, hogy értékes vagy kevésbé értékes forrásról van-e szó, hogy milyen nyelven íródott az adott mű stb. Mindig van azonban olyan, főleg kevésbé ismert vagy nehezen hozzáférhető mű, melyek kimaradnak a bibliográfiákból. Sok vonatkozó műről lehet tudomást szerezni egy-egy kiadvány hivatkozásai vagy irodalomjegyzéke alapján is. Számos megyéről, tájegységről, városról van kisebb bibliográfia és egy adott terület kutatója más tudományterületek bibliográfiájának használatára is rászorul. A történettudósok vonatkozásában ezeket a Kosáry-bibliográfia tartalmazza.

## Fajtái

### Országos bibliográfia
Az országos bibliográfia egy állam nyomtatott kiadványait gyűjti össze, s ezáltal képet ad a műveltség szintjéről és minőségéről, bemutatja a tudomány és az irodalom fejlődését. Lehet összefoglaló, mint Szabó Károly Régi magyar könyvtár (Budapest, 1879-98) c. háromkötetes munkája és folytatólagosan Petrik Géza Magyar könyvészete : 1712-1920 vagy kurrens, azaz évenként folyamatosan megjelenő, mint a Magyar Nemzeti Bibliográfia : Könyvek bibliográfiája, nyomtatott változata indult 1946-ban, jelenleg az interneten elérhető.
Erdélyben a kurrensen megjelent országos bibliográfiák sorába tartozott a Bibliografia Republicii Socialiste România (Románia Szocialista Köztársaság Könyvészete) két sorozata: Cărţi, albume, hărţi (Könyvek, albumok, térképek) és Articole din publicaţii periodice şi seriale (Időszaki és sorozatos kiadványok repertóriuma), amely 1952-től (a könyveké), ill. 1953-tól (a folyóiratoké) kéthetenkénti füzetekben tájékoztatott decimális rendszerű szakcsoportosításban a friss könyvtermésről, valamint a legfontosabb időszaki kiadványok cikkeiről. Mint országos bibliográfia természetesen tartalmazta a Romániában megjelent magyar anyagot is. Indulásakor mindkét sorozat főcíme Buletinul bibliografic al Camerei Cărţii din Republica Populară Româna volt, és csak 1957-től jelent meg a fent említett címen, amikor szerkesztését és kiadását a Központi Állami Könyvtár (Biblioteca Centrală de Stat) vette át.
A két világháború közötti időszak romániai magyar irodalmának feldolgozását György Lajos kezdte el Az erdélyi magyar irodalom bibliográfiája : 1919-1924 (Kolozsvár, 1925) c. munkájával, majd az 1925. évi anyaggal (ETF. 7.). 1926 és 1933 között Ferenczi Miklós adta ki évente Az erdélyi magyar irodalom bibliográfiáját (ETF 14, 18, 21, 31, 38, 52, 64, 70.). A munkát 1934-39-ig Valentiny Antal folytatta (ETF 79, 89, 95, 102, 112, 122.). Ezek anyagát – a maga gyűjtésével jelentősen kibővítve – Monoki István rendezte sajtó alá, az Országos Széchényi Könyvtár gyűjteményében fennmaradt, közel ezeroldalas, részben kéziratos, részben már korrektúralevonatot tartalmazó munkájában (A magyar könyvtermelés Romániában az 1919-1940. években. I. Könyvek és nyomtatványok).
1941 és 1944 között az Észak-Erdélyben megjelent önálló művek – a megjelenés helyének feltüntetésével – a Magyar Nemzeti Bibliográfia köteteiben találhatók meg, a Dél-Erdélyben megjelent magyar kiadványok könyvészetét pedig Vita Zsigmond Románia magyar irodalmának bibliográfiája 1940-ben és 1941-ben, illetve... 1942-ben c. alatt állította össze (ETF 154, 178.). Az 1944 és 1952 között megjelent művek felgyűjtéséhez Tóth Kálmán bibliográfus végzett jelentős munkát, hagyatékát tetemesen kibővítette és feldolgozta Gábor Dénes (kéziratban). Az RNK Központi Könyvtára kiadásában 1960-61-ben jelent meg a Bibliografia periodicelor din Republica Populară Română c. cikk- és recenziógyűjtemény Publicaţii în limba maghiară – Magyar nyelvű sajtótermékek c. változata.
Az 1944-1970-es időszak irodalmi kiadványainak válogatott bibliográfiáját (belefoglalva az idegen nyelvű fordításokat is) Réthy Andor állította össze a Kántor-Láng: Romániai magyar irodalom c. könyv (1971, ill. 1973) számára. Ez a közel 250 oldalas könyvészeti adalék az egyes írókra és az 1944 és 1970 közötti időszak romániai magyar irodalmára vonatkozó tanulmányok, cikkek gazdag bibliográfiáját tartalmazza. Kisebb szakaszt ölel fel Bretter Emánuel Könyvészeti tájékoztatója (1967-től) a Művelődés 1968-1972-es évfolyamaiban, valamint ugyancsak a Művelődés Könyvtár c. mellékletében A romániai magyar könyvkiadás bibliográfiája (Balogh József, Béres Katalin, Pezderka Sándor összeállításában, 1973-tól folyamatosan.
1977 óta A Hét Könyvbarát c. melléklete Baróti Pál szerkesztésében havonta (máskor évszakonként) közölte a könyvpiac újdonságait. A folyóiratokra vonatkozóan Kristóf György Az erdélyi időszaki sajtó a kiegyezéstől a közhatalom változásáig (Budapest, 1938) c. munkáját György Lajos A romániai magyar időszaki sajtó öt esztendeje, 1919-1923 (Kolozsvár, 1924), valamint Monoki István Romániában az 1935. évben megjelent román-magyar és magyar időszaki sajtótermékek címjegyzéke (ETF 90.) folytatta. Az egész két világháború közti szakaszt fogja át Monoki István A magyar időszaki sajtó a román uralom alatt 1919-1940 (Budapest, 1941) c. könyve, amely tulajdonképpen a kéziratban maradt Monoki-bibliográfia II. kötete. A romániai magyar sajtótörténet részleges könyvészeti áttekintését adja a Korunk Évkönyv 1974 (Kolozsvár, 1973) tanulmányaiban megemlített fontosabb sajtótermékek bibliográfiája Váczy Leona összeállításában.

### Cikkbibliográfia (repertórium)
A cikkbibliográfia (repertórium) az egyes időszaki vagy sorozati munkák anyagát rendszerezi, sokszor előre meghatározott szempontok szerint.
A XX. században Magyarországon is reneszánszukat élték a szakfolyóiratok, a legfrissebb információkat azokban lehetett megtalálni. A nyomtatott szakfolyóiratokhoz, irodalmi- és művészeti periodikus kiadványokhoz is lehetőség szerint rendszeresen készültek évente, tízévente, negyedszázadonként repertóriumok. Régi értékes folyóiratok repertóriumai is elkészültek retrospektíve.  Haszonnal forgathatók a magyarországi Magyar Országos Levéltár, megyei, városi és szaklevéltárakban található fondok egyes repertóriumai, s az intenzív kiadványpolitikát folytató múzeumok köteteinek, szakcikkeinek bibliográfiái. Magyarországon is a XX. század második felében is elsősorban a könyvtárosok, levéltárosok, muzeológusok vették ki részüket repertóriumok készítésében, élenjáró bibliográfiai műhelyek az OSZK mellett például a Fővárosi Szabó Ervin Könyvtár és a Petőfi Irodalmi Múzeum.
Erdélyben Valentiny Antal és Entz Géza összeállításában jelent meg Az Erdélyi Múzeum név- és szakmutatója 1878-1917, 1930-1937; a tovább megjelent kilenc évfolyamról (1938-47) Váczy Leona állított össze bibliográfiát (Kolozsvár, 1959, kéziratban). Az olvasók tájékoztatására az Igaz Szó munkatársi gárdájának bibliográfiai adatait gyűjtötte össze Nagy Pál Munkatársak 1953-1963 (Igaz Szó 1963/5) c. alatt; Bonyháti Jolánnak A Korunk költészeti anyagának repertóriuma 1932-1940 c. összeállítása rejtett bibliográfiaként szerepel a Méliusz József szerkesztésében megjelent A Korunk irodalma c. munkában.
Cikkbibliográfia Valentiny Antaltól Az Erdélyi Múzeum-Egyesület kiadványainak könyvészeti leírása : 1859-1934 (Kolozsvár, 1937) és György Lajostól Az Erdélyi Múzeum háromnegyed százados tudományos működése : 1859-1934 (Kolozsvár, 1937). Az Erdélyi Helikon költészeti anyagának repertóriumát Kelemen Ilona, Réthy Andor és Váczy Leona állította össze (Az Erdélyi Helikon költői, 1973. 727-88.). Gazdag cikkbibliográfia rejtőzik a kolozsvári egyetem nyelv- és irodalomtudományi tanszékének irányításával készült államvizsgadolgozatok köteteiben, egyes folyóiratok (pl. Erdélyi Helikon, Pásztortűz) teljes anyagának, más lapok (Brassói Lapok, Ellenzék, Keleti Újság, Nagyvárad, Nagyváradi Friss Újság, Népakarat, Székelyföldi Néplap stb.) irodalmi anyagának feldolgozásával.

### Helyismereti bibliográfia
A helyismereti vagy helytörténeti bibliográfia egy meghatározott földrajzi egységre (vidék, város, intézmény) vonatkozó irodalmat tárja fel. A helyismereti bibliográfiák összeállítói közt jeles tudósokat, szerény könyvtárosokat, levéltárosokat vagy helyi tanítókat, tanárokat találunk. Magyarország helyismereti könyvészetét 1527-1940-ig a kolozsvári születésű Bodor Antal dolgozta fel, melyet újra közreadtak 1984-ben. A XIX.-XX. század folyamán számos intézményt alapítottak és az intézményekben helytörténeti gyűjteményeket hoztak létre, ezen intézmények rendeltetésüknél fogva a helyi egyházak könyvtárai, muzeális gyűjteményei, a helyi múzeumok, könyvtárak, levéltárak, sőt olykor iskolai könyvtárak is kezelnek helytörténeti gyűjteményeket, melyek bázisán megszülettek a helyismereti bibliográfiák. Egy-egy városhoz vagy régióhoz kötődő napilap vagy folyóirat repertóriuma nagyobb részben a helység vagy régió sajátos helyismereti bibliográfiája is. Például a szegedi Tiszatáj c. folyóirat vagy a Szeged c. folyóirat, a Szombathelyen megjelenő Vasi Szemle és ezen folyóiratok  repertóriumai.
Erdélyi helyismereti bibliográfia Kertész János tollából a Kolozsvár thj. szabad királyi város irodalma (Kolozsvári Szemle 1942-43), melyet kiegészít a kolozsvári Egyetemi Könyvtárban található, Kolozsvárra és a tartományra, illetve Kolozs megyére vonatkozó terjedelmes cédulakatalógus. A Székelyföldre és a székely népre vonatkozólag Csutak Vilmos kezdeményezésére különböző munkaterületek szakemberei állítottak össze könyvészetet az egyes tudományágak szerint (Emlékkönyv a Székely Nemzeti Múzeum 50 éves jubileumára, Sepsiszentgyörgy 1929). Váczy Leonától megjelent Kalotaszeg helyismereti könyvészete (Korunk, 1973/11). Seres András és Zágoni Jenő az 1968-tól 1978-ig megjelent Kovászna megyei kiadványok bibliográfiáját készítette el (Művelődés, 1977/3).

### Szakbibliográfia
A szakbibliográfia feladata a tudományos kutatók és a gyakorlati szakemberek tájékoztatása. Anyagát témakörök szerint gyűjti össze. A tudományok minden területén (Filozófia, vallás, jog, szociológia, néprajz, nyelvtudomány, pedagógia, természettudományok, művészetek) találkozunk értékes szakbibliográfiákkal, melyek segítik a tanárok, a kutatók és a gyakorlatban működő szakemberek munkáját. Általánosságban a társadalmi, gazdasági és művészeti projektek mentén szerveződik a szakmai bibliográfiák szerkesztése, de mindenekelőtt rendelkezésre állt a nagy könyvtárak cédulakatalógusa, mely egyeztetve nemzetközi és hazai szabványok szerint készült.
Betűrendes  és decimális katalógusokban tájékozódhattak az érdeklődők, ezt az egyszerű cédula-katalógus rendszert kiegészítette később (Magyarországon 1960-as évek) a tárgyszókatalógusok bevezetése, s mindezt kiegészítették a külön gyűjtemények katalógusai, hírlapkatalógusok, időszaki kiadványok katalógusai, s a szó-szoros értelmében vett szakmai gyűjtemények katalógusai, Szegeden például a Bolyai Intézet matematikai szakkönyvtárának, a Régi könyvek gyűjteményének, Ligeti Lajos keleti gyűjteményének katalógusa, s mindez az 1980-as évektől számítógépes feldolgozást nyert. Nem teljes egészében sikerült az egész országban a retrospektív bevitel, de folyamatban van. Kiindulóponton a könyvtári cédulakatalógus adatai irányadóak a szakbibliográfiák szerkesztésénél is. Külön szerepet kap az egyes művek leírásánál a rejtett bibliográfiák feltüntetése, mely szakkönyv, hány oldalon, mennyi rejtett bibliográfiával rendelkezik.
Egyes szakmákban (matematika, fizika, biológia, orvostudomány, pszichológia, pszichiátria stb.) külön nagy szerepe van a nemzetközi tájékozottságnak, s nélkülözhetetlenek külföldi szakmai folyóiratok. A személyi számítógépek nélküli világban (1980 előtt) Magyarországon
1946-1986 közt előbb több évet egybevonva, majd 1960-as évek elejétől évente rendszeresen megjelent a Kurrens külföldi folyóiratok a magyar könyvtárakban ... című lelőhelyjegyzék, mely pontosan megmutatta az egyes magyarországi könyvtárakba járó német, francia, angol, orosz, olasz stb. nyelvű folyóiratokat, ez a lelőhelyjegyzék segítette a könyvtárközi kölcsönzést is, s a könyvtárak beszerzési tevékenységének összehangolását a valutahiányos időszakokban.
Igény szerint megjelentették a lelőhelyjegyzéket tudományterületek szerint is (biológia, szociológia).
A szakkönyvek, szakcikkek rendszeresen bibliográfiákkal jelennek meg,  például: Bolla Kálmán szerkesztésében Leiró hangtani tanulmányok [bibliográfiákkal]. (Budapest, MTA Nyelvtudományi Intézet, 1978. 114 p. Ser. Magyar Fonetikai Füzetek.)
A szakmai folyóiratok repertóriumai eredendően szakbibliográfiák is egyben. Szép számmal készültek az egész XX. századon keresztül a bibliográfusi tradícióknak megfelelően. A XX. században nyomtatásban, a 2000-es évektől CD ROM-on vagy az interneten adták közre a repertóriumokat például Demográfia : népességtudományi folyóirat : repertórium : 1981-1985 / összeáll. Barabás József. (Budapest : Statisztikai K., 1987. – 113 p.) vagy Magyar Földrajzi Folyóirat-Repertórium : Válogatott folyóiratcikk-bibliográfia a földrajz- és társtudományok köréből. (Budapest : MTA Földrajztudományi Kutató Intézet. , 1984-1991). Az interneten a MATARKA, azaz a Magyar folyóiratok tartalomjegyzékeinek kereshető adatbázisa biztosít jó keresési lehetőségeket szakcikkekre, s az egyes szakmák és művészetek portálai. Például az Egészségügyi Kutató Intézet internetes szakkönyvtára és katalógusa, minden tudományterületre és a művészetekre jól kereshetők szakcikkek az IKER, azaz Magyar Időszaki Kiadványok Repertóriuma internetes adatbázisban.
Erdélyben az 1989 előtti évtizedekben szaktudományokkal elsősorban csak román nyelven lehetett foglalkozni, magyarul irodalommal, művészetekkel, néprajzzal foglalkozhattak. Jóval kedvezőbb volt a romániai magyar tudósok és művészek alkotási körülménye a két világháború közti Romániában.
Szépirodalmi problémákat tartalmaznak Jancsó Elemér Magyarországi kritikák erdélyi magyar íróktól 1921-1922-ben (Erdélyi Irodalmi Szemle 1924/7), Kozocsa Sándor A magyar irodalomtörténetírás legújabb eredményei (Erdélyi Múzeum 1939/2), Szabó T. Attila Az Erdélyi Múzeum-Egyesület XVI-XIX. századi kéziratos énekeskönyvei (Kolozsvár, 1929), Kéziratos énekeskönyveink és verses kézirataink a XVI-XIX. században (Zilah, 1934) s Újabb adatok és pótlások kéziratos énekeskönyveink és verses kézirataink könyvészetéhez (ETF 123. Kolozsvár, 1941) c. munkái.
Nyelvészeti tárgyú Nagy Jenő összeállításában A romániai finnugor vonatkozású közlemények könyvészete 1919-1969 (NyIrK, 1971/1); színházi vonatkozású Jancsó Elemér Az erdélyi magyar színészet bibliográfiája 1792-1924 (Kolozsvár, 1924) c. műve; a különböző erdélyi könyvtárakban szétszórt ősnyomtatványok lelőhelyéről ad tájékoztatást Baráth Béla munkája, az Ősnyomtatványok Erdélyben (Erdélyi Tudósító, 1941-42/1-6, különböző részcímek alatt); szaktudományi jellegű Károlyi Jolán összeállítása: Agrártörténeti bibliográfia 1945-1972 (Művelődés, 1972/8).
Jellegzetes téma-bibliográfia a könyvtárkatalógus. Ilyen Fikk László és Balázs Lajos román nyelvű katalógusa a marosvásárhelyi Teleki-téka ősnyomtatványairól (Marosvásárhely, 1971). A hazai földön vagy külföldön megvédett, de hazai szerző által készített doktori disszertációk bibliográfiája: Teze de doctorat româneşti 1948-1970 (1973) és folytatása:... 1971-1973 (1975) hiánytalanul tartalmazza a vonatkozó időszakban romániai magyar szerzők által készített doktori értekezéseket is.
A romániai magyar könyvkiadás kibontakozását tükrözi a Művelődés évfolyamaiban (később a folyóirat Könyvtár c. mellékletében) a "Legszebb versek", a romániai magyar regény és a Téka-sorozat bibliográfiája (1975, ez utóbbi a Téka-sorozat Erdélyi Múzeum c. 100. kötetének mellékleteként is megjelent), majd a Horizont-sorozaté (1976) és a Forrás-sorozaté 1961-től 1970-ig (1978). A Romániai Magyar Írók sorozat bibliográfiája Tamási Áron A bölcső és környéke c. kötete (1976) függelékeként jelent meg.
A tudományos kutatómunkában nagy segítséget nyújtanak a szakfolyóiratok bibliográfiái. Míg Valentiny Antal Catalogul revistelor ştiinţifice şi medicale din Cluj. Alcătuit sub direcţia lui E. G. Racoviţă c. alatt külföldi folyóiratokat gyűjtött össze, György Lajos A magyar hírlapok és folyóiratok szakok szerint csoportosítva (Erdélyi Irodalmi Szemle, 1924) c. alatt csak magyar anyagot dolgozott fel. Ilyen Jordáky Lajosnak a kolozsvári Egyetemi Könyvtárban található munkája is, a Bibliografia presei socialiste din Transilvania 1887-1944 (Kolozsvár, 1962). 1966-tól a kolozsvári Egyetemi Könyvtárban rendszeresen feldolgozták és sokszorosítva kiadták a Romániában megjelent román, magyar és német folyóiratok válogatott anyagát (Referinţe critice, két folyamban: szépírókra vonatkozó kritikák és esztétikai-irodalomelméleti cikkek szerint).
A néprajztudomány egy-egy összefoglalója Bretter Emánuel részleges bibliográfiája a barcasági csángók néprajzáról, népművészetéről és népköltészetéről (Művelődés, 1977/6) s Szabó Ilona A Korunk népismereti könyvészete c. munkája a Korunk 1979-es évkönyvében, valamint A szatmári tájak néprajzi bibliográfiája (Bura László-Fejér Kálmán-Petkes József: Szatmár-vidéki néphagyományok. Szatmár, 1979). 2006-ban adták közre A moldvai csángók bibliográfiáját Ilyés Sándor, Pozsony Ferenc, Tánczos Vilmos szerkesztésében.	(Kolozsvár : Kriza János Néprajzi Társaság, 2006. 376 p. A tartalomjegyzék román és angol nyelven is).

### Személyi bibliográfiák
A személyi bibliográfiák írók, tudósok munkáit sorolják fel. A személyi bibliográfiák 1945 előtt voltak divatban, 1945 után csak művészeti alkotásokról készültek katalógusok, s költők, írók életrajzaihoz, az 1970-es évektől az MTA A múlt magyar tudósai c. sorozatával mintegy ösztönzött a tudományterületek kiváló egyéniségeinek életrajzi és munkásság bibliográfiájának megalkotására. Számos tudós, művész életrajza készült el sokszor igen igényes bibliográfiai apparátussal, köztük Herman Ottó, Kodály Zoltán (1971); Jedlik Ányos (1974); Honti János (1975); Bartalus István, Vámbéry Ármin (1976); Gyarmathi Sámuel (1978); Ipolyi Arnold (1980); Ábel Jenő, Erdélyi János, Munkácsi Bernát (1981); Fehér Dániel, Marczali Henrik (1983); Alexander Bernát, Szinnyei József (1986). A rendszerváltás után reneszánszát élte az életrajzi és munkásság bibliográfiák közreadása, Ki kicsoda típusú lexikonok és életrajzi lexikonok közreadása. A XX. század utolsó évtizedeiben belépett az internet, amely gyökeresen megváltoztatta a nyomtatott sajtóban rejlő információk feldolgozási lehetőségeit.
A romániai magyar szerzők közül elkészült s részint kéziratban a kolozsvári Egyetemi Könyvtárban, részint az illető szerzők műveinek függelékében vagy a Könyvtári Szemle, Művelődés (később annak Könyvtár-melléklete) évfolyamaiban található Áprily Lajos, Asztalos István, Balogh Edgár, Bitay Árpád, Borbély István, Brassai Viktor, Csehi Gyula, Dsida Jenő, Gaál Gábor, Gyalui Farkas, Jancsó Elemér, Kelemen Lajos, Kemény János, Kovács György, Kristóf György, Lakatos István, Makkai Sándor, Merza Gyula, Molter Károly, Rajka László, Salamon Ernő, Szemlér Ferenc, Tulogdi János személyi bibliográfiája.
A magyar írók románra fordított műveivel kapcsolatban Ady Endréről Veégh Sándor (Igaz Szó, 1954/1) és Réthy Andor (NyIrK, 1968/1); Jókai Mórról (NyIrK 1971/1), Mikszáth Kálmánról (NyIrK 1972/1) és József Attiláról (a József Attila és a román költészet c. kisantológia függelékében, 1972) Réthy Andor, Petőfi Sándorról Veégh Sándor (Petőfi a románoknál. Függelék. Csíkszereda, 1934), Dorothea Sasu-Zimmermann: Petőfi în literatura română 1849-1973 (1980) és Mészáros József (Kozma Dezső Petőfi öröksége c. könyvében, 1976), Móricz Zsigmondról Váczy Leona (Igaz Szó, 1979/6) adott személyi bibliográfiát. Lakatos István zenei bibliográfiáját (1911-1969) Benkő András állította össze Lakatos Zenetörténeti írások (1971) c. kötete függelékében.
Az Ady-kutatásokhoz nyújt kritikai alapot Bustya Endre Az Ady-bibliográfia kérdésköre c. tanulmánya (NyIrK, 1974/1) s Bölöni Mária Ady-könyvészet c. munkája (Művelődés 1977/11); míg a Móricz Zsigmond közöttünk c. centenáriumi kötet (1979) Gábor Dénes bibliográfiai adalékát közli Móricz Zsigmond a romániai magyar irodalomban (1945-1979) címen, Tamási Ágota Tamási Áron összes novelláinak bibliográfiáját az író Zeng a magosság (1980) c. kötetében.
A következő román írók magyarra fordított műveiről Réthy Andor közölt bibliográfiákat: Vasile Alecsandri (Utunk 1964/37; Könyvtárosok Tájékoztatója 1965/3); Tudor Arghezi (Igaz Szó 1965/5; Könyvtári Szemle 1966/2); Mihai Eminescu (Irodalmi Évkönyv 1957; Igaz Szó 1964/5; Eminescu költeményei 1966); Octavian Goga (NyIrK 1967/1); Nicolae Labiş (Könyvtári Szemle 1966/1); Liviu Rebreanu (Könyvtári Szemle 1966/3); Mihail Sadoveanu (Utunk 1960/43 és Válogatott művek, III. 1966); Ion Slavici (Könyvtári Szemle 1967/1).
A Székelyudvarhelyi Tudományos Könyvtár állományának Orbán Balázs-irodalmát közli Molnárné Hubbes Éva (Gondolatok a könyvtárban Orbán Balázsról, Könyvtár 1979/2)

### Kollektív bibliográfia
A kollektív bibliográfiában bizonyos egységes szempontok szerint összegyűjtött művek szerepelnek, melyeket összekapcsol például egy foglalkozás. Ilyenek Magyarországon az MTA almanachjai, az egyetemek, főiskolák almanachjai, melyek az intézmények aktuális eseményein túl tartalmazzák az intézményekben oktató, kutató tudósok személyes életrajzát, tudományos publikációit. Ehhez kapcsolódó értékes helytörténeti és bibliográfiai adatforrás a Monarchia és a két világháború közt kiadott iskolai értesítők anyaga.
Erdélyben ilyen György Lajos két munkája a kolozsvári egyetemi tanszemélyzet tudományos munkásságáról, majd 1974-ben hasonló felfogású, de a teljes tudományos anyagot felölelő válogatott kollektív bibliográfiát adott ki a kolozsvári Babeş-Bolyai Egyetemi Könyvtár (Activitatea ştiinţifică a Universităţii din Cluj-Napoca. 1919-1973. Folytatása ugyanezen cím alatt:...1974-1978. Kolozsvár, 1979).
Kollektív bibliográfia az egy bizonyos nyelven megjelent művek könyvészete is. Tipikus példa Magyarországon az 1946 óta folyamatosan megjelenő Magyar Nemzeti Bibliográfia : Könyvek bibliográfiája első másfél évtizede, mely a Magyarországon megjelenő magyar nyelvű kiadványokat írta le, kivált a kezdeti időszakban idegen nyelven elenyésző számban jelent meg könyv. (Az 1950-es években az orosz kivételével egyetlen idegen nyelvet sem tanítottak, idegen nyelvek oktatása majd csak 1957-től indult meg).
Erdélyben a kétnyelvűség volt az uralkodó, sőt amíg a szászok számosan voltak, addig a háromnyelvűség (román, magyar, német). Veress Endre Bibliografia română-ungară I-II. (1931-33) c. munkája felsorolja a román vonatkozású magyar, valamint a magyar vonatkozású román könyveket; Domokos Sámuel munkája, A román irodalom magyar bibliográfiája (I. 1831-1960, II. 1961-1970) a román irodalom magyar visszhangjának; Réthy Andor könyve Adalékok a magyar irodalom román bibliográfiájához (Sajtó alá rendezte Váczy Leona, bevezette Engel Károly) a magyar irodalom román fogadtatásának kutatásához nyújt alapot.

### Ajánló bibliográfiák
Az ajánló bibliográfiák gyakorlati célt szolgálnak s mellőzik az elavult, használhatatlan anyagot. Legtöbbször értékelő könyvészet formájában jelennek meg. A dokumentum bibliográfiai adatainak leírása után rövid ajánlás található a műről, ilyen  például a Budapesten megjelent Új könyvek : könyvtárak állománygyarapítási tanácsadója (Könyvtári Intézet, Könyvtárellátó. – 1.1964-. – Budapest : KELLÓ, 1999-. – Kéthetente.), amely évtizedeken keresztül segítette a közművelődési könyvtárak beszerzési politikáját, ma már elérhető az interneten.

### Bibliográfiák bibliográfiája
A bibliográfiák bibliográfiája másodfokú összeállítások, melyek  a 20. század közepére már óriási mennyiségben megjelent könyvészeti anyagokról készültek. Magyarországon Szentmihályi János és Vértesy Miklós összeállításában 1963-ban jelent meg az egyik jelentős tájékoztatási segédkönyv: Útmutató a tudományos munka magyar és nemzetközi irodalmához. (Budapest : Gondolat, 1963. 730 p.)
Az 1960-as és az 1970-es években sorozatban jelent meg az Országos Széchényi Könyvtár kiadásában A magyar bibliográfiák bibliográfiája = Bibliographia bibliographiarum Hungaricarum c. kiadvány (1960-1979).
Az 1980-as évek elején indította útnak az OSZK Magyar nemzeti bibliográfia : időszaki kiadványok bibliográfiája c. kiadványát, mely a Magyarországon megjelenő időszaki sajtótermékekről adott leírást, majd az évtized vége felé a Magyar Nemzeti Bibliográfia : Időszaki Kiadványok repertóriumát is elindították, mely a tudományok valamennyi területéről a legértékesebbnek tartott közleményeket, cikkeket, tanulmányokat írta le a könyvtári decimális rendszer szabályai szerint.
1970-1989-ig jelent meg a Hungarika Irodalmi Szemle : külföldön, idegen nyelven megjelent magyar vonatkozású könyvek és folyóiratcikkek válogatott bibliográfiája (Budapest : OSZK, 1971-1989).
Erdélyben 1969-ben látott napvilágot (belső használatra) Váczy Leona összeállításában a kolozsvári Egyetemi Könyvtárban található személyi bibliográfiák bibliográfiája a mind gyakrabban mutatkozó igények kielégítésére. Magyar könyvészeti vonatkozású is Váczy Leona és Marcel Ştirban munkája: Bibliografia bibliografiilor istorice aflate la B. C. U. Cluj (Kolozsvár, 1976). Magyar folyóiratok repertóriumát is tartalmazza az Indici de reviste – lucrări de diplomă. Bibliografie (Kolozsvár, 1976) c. kiadvány.
A bibliográfiai érdeklődés növekedését jelzi, hogy a Könyvtári Szemle, majd megszűnte után ennek jogutóda, a Művelődés Könyvtár c. melléklete számos szak- és személyi bibliográfiát közölt. Hasonlóképpen informatív a Romániai Magyar Írók sorozat (RMI) kiadványainak könyvészeti függeléke.

### Rejtett bibliográfia
Egy dokumentumban van elhelyezve, például forrásmegjelölés a könyvek vagy szakcikk végén vagy a lapalján.

## A bibliográfiai hivatkozások elkészítése
- A FONS Forráskutatás és Történeti Segédtudományok ajánlása az MSZ ISO 690:1991 szabvány alapján:
- Az ELTE TÓFK ajánlása az MSZ ISO 690:1991 szabvány és az APA alapján (III. fejezet):

## Kézikönyv
- Gulyás Pál: A bibliográfia kézikönyve, 1941–1942, reprint kiadás: Könyvértékesítő Vállalat, Budapest, 1984, ISBN 963-022-816-5, 454 p